# كريس بروكس
كريس بروكس هو لاعب هوكي الجليد كندي، ولد في 19 سبتمبر 1972 في ستراتفورد في كندا.

## وصلات خارجية
- كريس بروكس على موقع دوري الهوكي الوطني (الإنجليزية)
- كريس بروكس على موقع EliteProspects.com (الإنجليزية)
- كريس بروكس على موقع HockeyDB.com (الإنجليزية)